# حمودة أحمد البشير
حمودة أحمد البشير هو لاعب كرة قدم سوداني في مركز الدفاع، ولد في 25 سبتمبر 1982 في السودان. شارك مع منتخب السودان لكرة القدم. أما مع النوادي، فقد لعب مع النادي الأهلي ونادي الهلال ونادي الهلال.

## وصلات خارجية
- حمودة أحمد البشير على موقع ناشيونال فوتبول تيمز (الإنجليزية)